# Liste der Erzbischöfe von San Juan
Die folgenden Personen waren Bischöfe und Erzbischöfe von San Juan de Puerto Rico:
- Alonso Manso (1511–1539)
- Rodrigo de Bastidas y Rodriguez de Romera (1541–1567)
- Francisco Andrés de Carvajal, O.F.M. (1568–1570) (auch Erzbischof von Santo Domingo)
- Manuel de Mercado Aldrete, O.S.H. (1570–1576) (auch Bischof von Panamá)
- Diego de Salamanca, O.S.A. (1576–1587)
- Nicolás de Ramos y Santos, O.F.M. (1588–1592) (auch Erzbischof von Santo Domingo)
- Antonio Calderón de León (1593–1598) (auch Bischof von Panamá)
- Martín Vasquez de Arce, O.P. (1600–1609)
- Francisco Diaz de Cabrera y Córdoba, O.P. (1611–1614) (auch Bischof von Trujillo)
- Pedro de Solier y Vargas, O.S.A. (1614–1619) (auch Erzbischof von Santo Domingo)
- Bernardo de Valbuena y Villanueva (1620–1627)
- Juan Lopez de Agurto de la Mata (1630–1634) (auch Bischof von Coro)
- Juan Alonso de Solis y Mendoza, O. Carm. (1635–1641)
- Damián Lopez de Haro y Villarda, O.SS.T. (1643–1648)
- Hernando de Lobo Castrillo, O.F.M. (1649–1651)
- Francisco Naranjo, O.P. (1652–1655)
- Juan Francisco Arnaldo Isasi (1656–1661)
- Benito de Rivas, O.S.B. (1663–1668)
- Bartolomé Garcia de Escañuela, O.F.M. (1671–1676) (auch Bischof von Durango)
- Marcos de Sobremonte (1677–1681)
- Juan Francisco de Padilla, O. de M. (1684–1695) (auch Bischof von Santa Cruz de la Sierra)
- Jerónimo de Valdés, O.S.Bas. (1704–1705) (auch Bischof von Santiago de Cuba)
- Pedro de la Concepcion Urtiaga, O.F.M. (1706–1713)
- Fernando de Valdivia y Mendoza, O.A.R. (1718–1725)
- Sebastián Lorenzo Pizarro, O.S.Bas. (1727–1736)
- Francisco Pérez Lozano, O.S.Bas. (1738–1743)
- Francisco Placido de Bejar, Monje Basilio (1745–1745)
- Francisco Julián de Antolino (1748–1752) (auch Bischof von Caracas)
- Pedro Martínez de Oneca (1756–1760)
- Mariano Martí (1761–1770) (auch Bischof von Caracas)
- Manuel Jiménez Pérez, O.S.B. (1771–1781)
- Felipe José de Tres-Palacios y Verdeja (1784–1789) (auch Bischof von San Cristóbal de la Habana)
- Francisco de Cuerda (1790–1795)
- Juan Bautista de Zengotita y Bengoa, O. de M. (1795–1802)
- Juan Alejo de Arizmendi de La Torre (1804–1814)
- Mariano Rodríguez de Olmedo y Valle (1815–1824) (auch Erzbischof von Santiago de Cuba)
- Pedro Gutiérrez de Coz (1826–1833)
- Francisco de La Puente, O.P. (1846–1848) (auch Bischof von Segovia)
- Gil Estévez y Tomás (1848–1854) (auch Bischof von Tarazona)
- Pablo Benigno (Vicente) Carrion de Málaga, O.F.M. Cap. (1857–1871)
- Juan Antonio Puig y Montserrat, O.F.M. (1874–1894)
- Toribio Minguella y Arnedo, O.A.R. (1894–1898) (auch Bischof von Sigüenza)
- Francisco Javier Valdés y Noriega, O.S.A. (1898–1899) (auch Bischof von Jaca)
- Jakob Hubert Blenk, S.M. (1899–1906) (auch Erzbischof von New Orleans)
- William Ambrose Jones, O.S.A. (1907–1921)
- George Joseph Caruana (1921–1925)
- Edwin Vincent Byrne (1929–1943) (auch Erzbischof von Santa Fe)
- James Peter Davis (1943–1964) (auch Erzbischof von Santa Fe) (ab 1960 erster Erzbischof)
- Luis Aponte Martínez (1964–1999)
- Roberto Octavio González Nieves, O.F.M. (1999–heute)